# Halley Gross

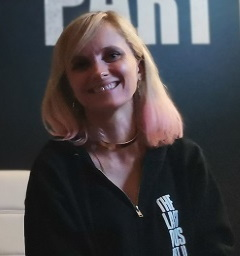
Halley Gross, 2019

Halley Wegryn Gross (* 27. Dezember 1985 in Fort Myers, Florida) ist eine US-amerikanische Drehbuchautorin und Schauspielerin.

## Leben
Gross zog als Kind nach New Jersey. Sie studierte an der Londoner Royal Academy of Dramatic Art sowie an der New York University.
Gross debütierte im Jahr 2000 in der Fernsehserie As the World Turns. In der Actionkomödie Beautiful Kid (2003) spielte sie eine der größeren Rollen. Im Filmdrama Lying (2006) spielte sie die Rolle von Hella, einer Freundin von Megan (Chloë Sevigny) und Grace (Jena Malone). Zwei weitere Filme mit ihrer Beteiligung, das Drama The Babysitters und der Musikfilm Across the Universe sollen erst im Jahr 2007 veröffentlicht werden (Stand: April 2007).

## Filmografie (Auswahl)
- 2003: Beautiful Kid
- 2006: The Book of Daniel (Fernsehserie)
- 2006: Lying
- 2007: The Babysitter

### Drehbuchautor
- 2015: Banshee – Small Town. Big Secrets. (Fernsehserie; Episode „Snakes und Whatnot“)
- 2016: Westworld (Fernsehserie; Episoden „The Adversary“ und „Trompe L'Oeil“)
- 2017: Emerald City – Die dunkle Welt von Oz (Fernsehserie; Episode „Everybody Lies“)
- 2019: Too Old to Die Young (Fernsehserie; Episoden „Volume 9: The Empress“ und „Volume 10: The World“)
- 2020: The Last of Us Part II (Videospiel; Co-Writer, Narrative Lead)
- 2024: Trigger Warning